# Tony Brooks
Charles Anthony Stanford Brooks, britanski dirkač Formule 1, * 25. februar 1932, Dukinfield, Cheshire, Anglija, Združeno kraljestvo, † 3. maj 2022.
Charles Anthony Stanford Brooks, bolj znan kot Tony Brooks, je bil angleški dirkač Formule 1. Debitiral je v sezoni 1956 z moštvom BRM, toda na njegovi edini dirki v sezoni za Veliko nagrado Nemčije je odstopil. V naslednji sezoni 1957 je prestopil v Vanwall in takoj dosegel prve stopničke z drugim na Veliki nagradi Monaka ter prvo zmago na Veliki nagradi Velike Britanije, toda to sta bili edini uvrstitvi v točke. V naslednji sezoni 1958 je bil še boljši, saj je po slabem začetku dosegel tri zmage na Velikih nagradah Belgije, Nemčije in Italije, kar je bilo na koncu dovolj za tretje mesto v prvenstvu. V naslednji sezoni 1959 je prestopil v Ferrari, kjer je z zmagama na Velikih nagradah Francije in Nemčije ter še drugim in tretjim mestom dosegel drugo mesto v prvenstvu. V sezoni 1960 mu s Cooperjem višje od četrtega mesta ni uspelo priti, zato je pa na zadnji dirki kariere spet z moštvom BRM, kjer je dirkal v svoji zadnji sezoni 1961, dosegel tretje mesto na Veliki nagradi ZDA.

## Popolni rezultati Formule 1
(legenda) (odebeljene dirke pomenijo najboljši štartni položaj, poševne pa najhitrejši krog, †-uvrščen kljub odstopu)
| Leto | Moštvo                    | Šasija           | Motor              | 1      | 2       | 3       | 4       | 5       | 6       | 7       | 8       | 9       | 10      | 11      | Prv | Toč |
| ---- | ------------------------- | ---------------- | ------------------ | ------ | ------- | ------- | ------- | ------- | ------- | ------- | ------- | ------- | ------- | ------- | --- | --- |
| 1956 | Owen Racing Organisation  | BRM P25          | BRM Straight-4     | ARG    | MON DNS | 500     | BEL     | FRA     | VB Ret  | NEM     | ITA     |         |         |         | -   | 0   |
| 1957 | Vandervell Products       | Vanwall          | Vanwall Straight-4 | ARG    | MON 2   | 500     | FRA     | VB 1    | NEM 9   | PES Ret | ITA 7   |         |         |         | 5.  | 11  |
| 1958 | Vandervell Products       | Vanwall          | Vanwall Straight-4 | ARG    | MON Ret | NIZ Ret | 500     | BEL 1   | FRA Ret | VB 7    | NEM 1   | POR Ret | ITA 1   | MAR Ret | 3.  | 24  |
| 1959 | Scuderia Ferrari          | Ferrari Dino 246 | Ferrari V6         | MON 2  | 500     | NIZ Ret | FRA 1   |         | NEM 1   | POR 9   | ITA Ret | ZDA 3   |         |         | 2.  | 27  |
| 1959 | Vandervell Products       | Vanwall          | Vanwall Straight-4 |        |         |         |         | VB Ret  |         |         |         |         |         |         | 2.  | 27  |
| 1960 | Yeoman Credit Racing Team | Cooper T51       | Climax Straight-4  | ARG    | MON 4   | 500     | NIZ Ret | BEL Ret |         | VB 5    | POR 5   | ITA     | ZDA Ret |         | 11. | 7   |
| 1960 | Vandervell Products       | Vanwall          | Vanwall Straight-4 |        |         |         |         |         | FRA Ret |         |         |         |         |         | 11. | 7   |
| 1961 | Owen Racing Organisation  | BRM P48/57       | Climax Straight-4  | MON 13 | NIZ 9   | BEL 13  | FRA Ret | VB 9    | NEM Ret | ITA 5   | ZDA 3   |         |         |         | 10. | 6   |